# Tridente (natante)
Il Tridente è una deriva velica di medie dimensioni, ha una lunghezza pari a 5 metri, armata con fiocco e randa terzarolabile.
Il simbolo di classe è per l'appunto un tridente. Progettata dall'italiano Paolo Cori (disegnatore), è prodotta da molti anni esclusivamente dal Centro Nautico Adriatico (CNA) di San Mauro Pascoli (FC). Lo scafo è a spigolo e di discreta larghezza, ne consegue una forte stabilità di forma che rende il Tridente forse la migliore barca-scuola per iniziazione alla vela nonché una pregevolissima deriva per il campeggio nautico anche se per tale uso risulta leggermente pesante. Fra le dotazioni, oltre alla tormentina ed alla possibilità di armare uno spinnaker, nella versione da campeggio nautico sono presenti anche dei gavoni di poppa aggiuntivi atti allo stivaggio delle attrezzature da campo.
Il tridente è prodotto nella versione a spigolo e nella versione a scafo tondo (Tridente 16), quest'ultima con prestazioni sicuramente più velocistiche grazie anche alla velatura full-batten ed allo scafo più idrodinamico dotato di slancio di prua più corto, perdendo però leggermente in stabilità.
La solidità della sua costruzione e la validità del suo progetto fanno sì che il Tridente sia fra le derive più longeve e più apprezzate nel panorama della vela su derive.